# Rhynchospora rigidifolia
Rhynchospora rigidifolia är en halvgräsart som först beskrevs av Charles Louis Gilly, och fick sitt nu gällande namn av Tetsuo Michael Koyama. Rhynchospora rigidifolia ingår i släktet småag, och familjen halvgräs.

## Underarter
Arten delas in i följande underarter:
- R. r. capillacea
- R. r. rigidifolia